# (33580) Priyankajain
1999 JM35 (asteroide 33580) é um asteroide da cintura principal. Possui uma excentricidade de 0.13283260 e uma inclinação de 3.55356º.
Este asteroide foi descoberto no dia 10 de maio de 1999 por LINEAR em Socorro.